# Göltur
Göltur är en ås i republiken Island. Den ligger i regionen Västfjordarna, 240 km norr om huvudstaden Reykjavík.